# Celina González

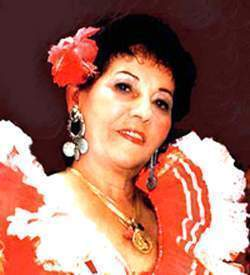
Celina González

Celina González Zamora (* 16. März 1929 in Jovellanos, Provinz Matanzas; † 4. Februar 2015 in Havanna) war eine kubanische Liedermacherin, die sich auf música campesina, die traditionelle kubanische Landmusik, spezialisiert hatte. Am bekanntesten ist sie als Co-Autorin des Liedes A Santa Bárbara, das sie gemeinsam mit ihrem Partner Reutilio Domínguez geschrieben hatte. Die Aufnahme des Liedes war ein Hit, ebenso wie eine Version von Celia Cruz. Ein zweiter großer Erfolg war Yo soy el punto cubano.

## Leben
González lernte im Alter von 16 Jahren in Santiago de Cuba Reutilio Domínguez kennen. Er wurde ihr Gesangspartner und Ehemann, mit dem sie bis zu seinem Tod 1971 in Guantánamo als Duo Celina & Reutilio zusammenarbeitete. 1948 begannen sie, mit Ñico Saquito zusammenzuarbeiten und erlangten zunehmende Popularität in Radio, Film und Fernsehen. In New York City traten sie zusammen mit Benny Moré und Barbarito Díez auf. Nach der kubanischen Revolution 1959 endete die internationale Karriere, als sie sich entschloss, in Kuba zu bleiben und die Revolution zu unterstützen. 1964 hörte das Duo auf, gemeinsam aufzutreten, und González trat als Solistin auf. Ab 1981 trat sie mit ihrem Sohn Lázaro auf, der den Platz seines Vaters als Gesangspartner einnahm. In den 80er Jahren nahm sie eine Reihe von vier Alben in den berühmten EGREM-Studios in Havanna auf, bei denen sie von den kubanischen Ensembles Palmas y Canas und Campo Alegre unterstützt wurde.
Anfänglich war ihre Musik hauptsächlich die des europäischen ländlichen Guajiro, mit Texten, die auf der Poetik in Form der Décima basieren. Die musikalische Form war oft die des Punto guajiro. Durch die Beziehung zu Saquito lernte sie zudem den Son Cubano und die Guaracha kennen, und in ihrem späteren Werk machte sie häufig Gebrauch von diesen Formen.
1980 gewann sie den Disco de Plata-Preis des kubanischen Plattenlabels EGREM für das Album Celina. Dies war die erste von vielen Auszeichnungen. 1984 wurde sie mit dem Vanguardia Nacional für ihr künstlerisches Schaffen ausgezeichnet und gewann eine Reise in die Sowjetunion und nach Bulgarien mit ihrem Sohn. Auf dem „27. Internationalen Musikfestival“ in Cali, einem ersten Auftritt im Ausland nach langer Zeit, gewann sie 1984 den Preis für die beste Sängerin, und nach einer erfolgreichen Europatournee nahm sie 1988 eine Session für die BBC auf.
Die Alben La rica cosecha und Desde La Habana te traigo kamen gut an. 2001 wurde sie mit ihrer CD Cincuenta años… como una reina für einen Grammy in der Kategorie „Best Traditional Tropical Latin Album“ nominiert. Das Album gewann stattdessen den Cubadisco-Preis im selben Jahr.
González und Domínguez hatten fünf Kinder, die in den Jahren von 1950 bis 1963 geboren wurden.
González starb 2015 im Alter von 85 Jahren.

## Diskografie
Zu den unter ihrem Namen oder unter Celina y Reutilio veröffentlichten Alben gehören zum Beispiel:
- A Santa Barbara (1956)
- Yo Soy El Punto Cubano (1982)
- La Rica Cosecha (1997)
- Desde la Habana te Traigo (1998)
- 50 Años… Como Una Reina (o. J.)